# Abdij van Chelles

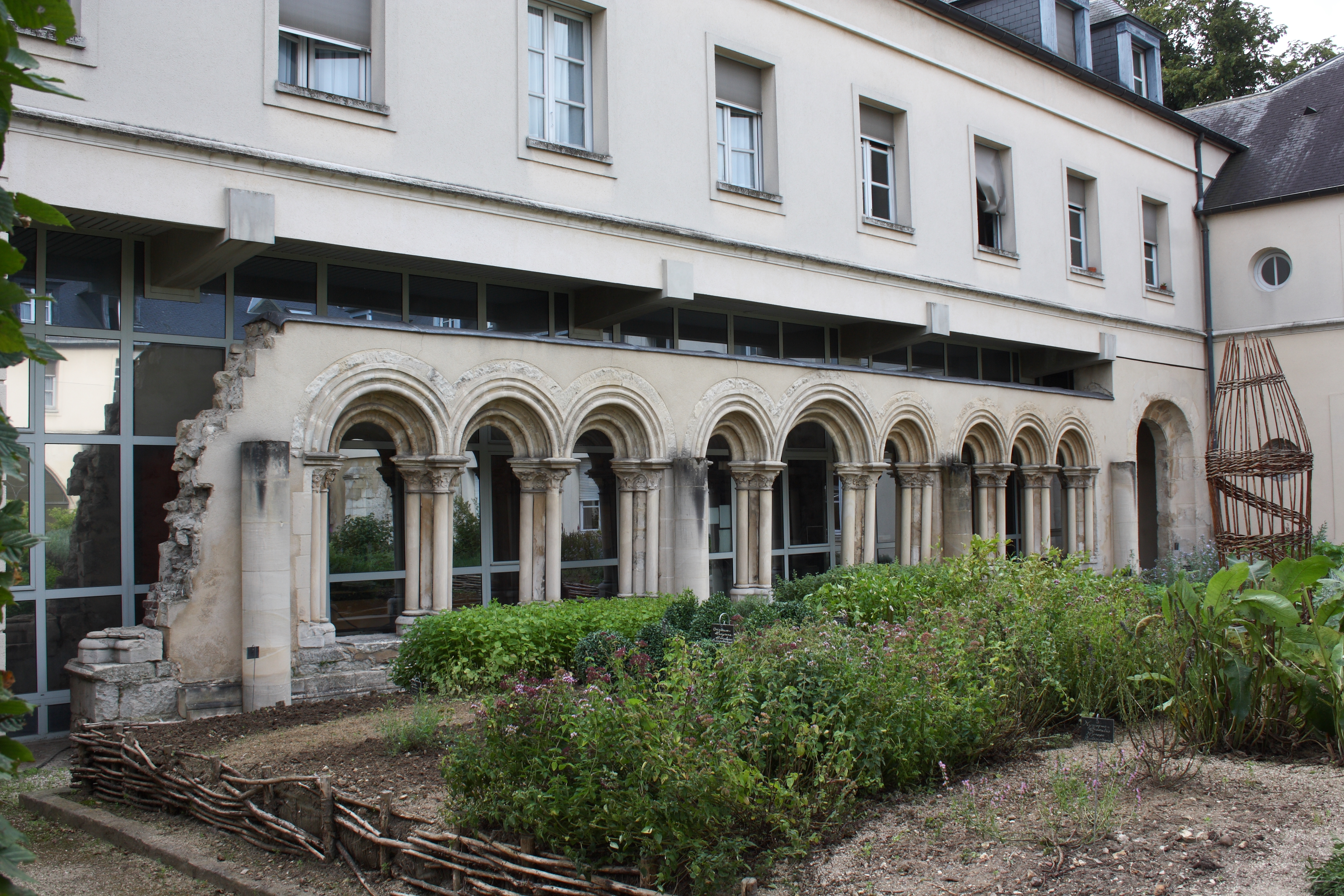
Deel van het voormalige klooster, geïntegreerd in het gemeentehuis van Chelles

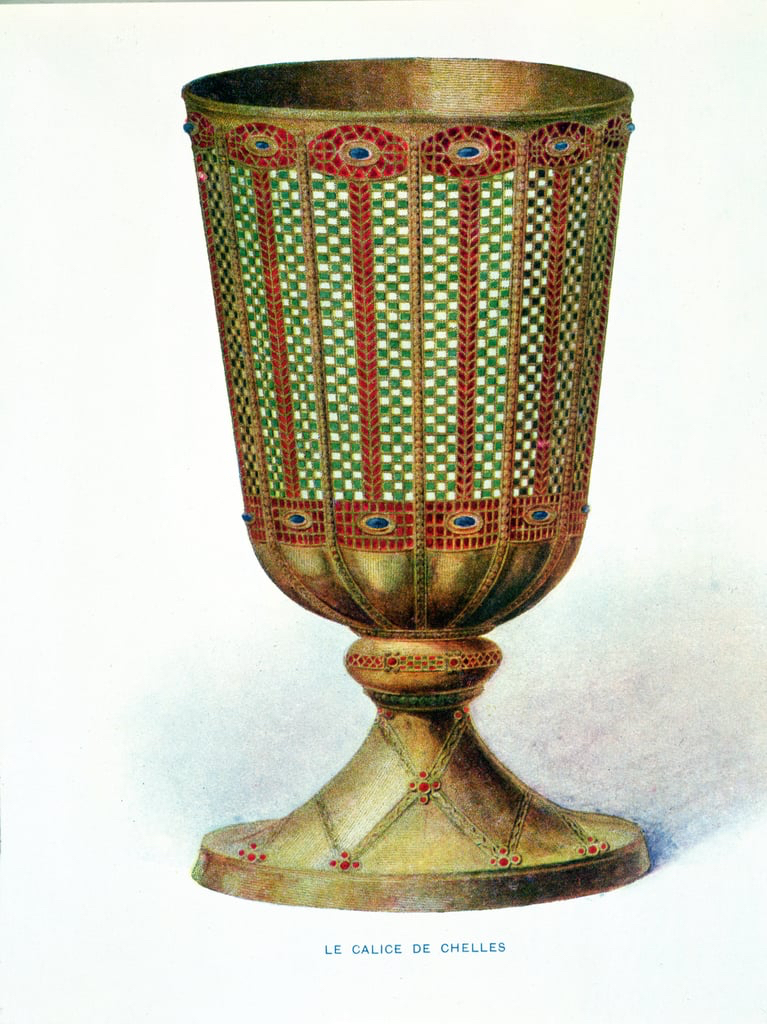
De miskelk van Chelles, die tijdens de Franse Revolutie verloren gegaan is, zou gemaakt zijn door de heilige Eligius van Noyon.

De Abdij van Chelles (Frans: Notre-Dame-des-Chelles) is een voormalige abdij in Chelles, die rond 658 werd gesticht door de heilige Bathildis, de weduwe van koning Clovis II van Neustrië. Het klooster werd tijdens de Franse Revolutie ontbonden.

## Geschiedenis
Chelles was de plaats van een Merovingische palts, de villa Calae. Koningin Clothilde had in Chelles een kerk gesticht, die was gewijd aan Sint-Joris, alsook een klein klooster waar ze zich als weduwe terugtrok. Koning Chilperik I en zijn echtgenote Fredegonde verbleven vaak in Chelles. Chilperik I werd in 584 vlak bij Chelles vermoord.
Bathildis benoemde in 656 Bertilla tot de eerste abdis van het klooster dat zo uitgroeide tot een echte abdij. Bathildis trok zich in 664 in Chelles terug, waar zij in 680 stierf en ook werd begraven. Haar bezittingen werden in Chelles als relikwieën bewaard. In de begintijd had de abdij zowel een vrouwen- als een mannenklooster. De abdij van Chelles had een beroemd scriptorium. Abdis Gisela liet een nieuw, groter vrouwenklooster rond de nieuwe kerk Notre-Dame (gebouwd in 797-800) bouwen.
In 1226 woedde er een grote brand in de abdij. Als snel werd de abdij heropgebouwd in gotische stijl, met een nieuwe abdijkerk, een oostelijke kloostergang met de slaapzaal en een kerk gewijd aan het Heilig Kruis. Maar door geldgebrek en de Honderdjarige Oorlog werd de rest van de abdij pas tussen de 14e en de 16e eeuw weer opgebouwd. In tijden van oorlog zochten de nonnen hun toevlucht in Parijs. Vanaf de 17e eeuw werd het domein van de abdij sterk uitgebreid en werd begonnen met de aanleg van een park. Louise Adélaïde van Orléans liet als abdis een nieuwe abdissenpaleis bouwen. Tot aan de Franse Revolutie bezat de abdij van Chelles een zeer groot aantal relikwieën en een beroemde Merovingische gouden miskelk, die was geëmailleerd en was bezet met vele kostbare stenen, waarvan wordt gezegd dat deze is gemaakt door de heilige Eligius van Noyon.
In 1790 werd de abdij opgeheven en in 1796 werden de gebouwen openbaar verkocht. De meeste gebouwen werden afgebroken en de archieven van de abdij gingen verloren. Het 18e-eeuwse abdissenpaleis werd onderdeel van het gemeentehuis van Chelles en enkele ruïnes zijn bewaard in het gemeentelijk park Parc du Souvenir. Tussen 1987 en 1989 werden op de terreinen van de voormalige abdij archeologische opgravingen uitgevoerd.

## Koninklijke abdij

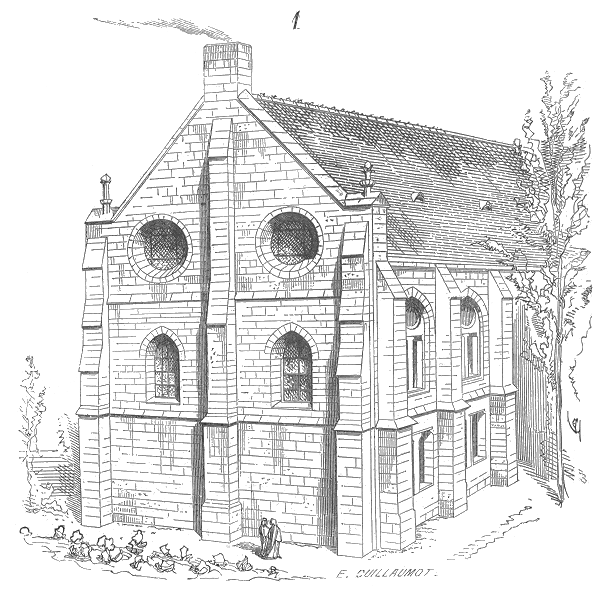
Speculatieve weergave uit de 19e eeuw van de 13e-eeuwse slaapzaal in Chelles door Eugène Viollet-le-Duc

Andere koninklijke en adellijke nonnen en abdissen waren:
- Hereswitha, een Northumbrische prinses en de zuster van de heilige Hilda van Whitby;
- Swanahilde, de aan de kant geschoven Beierse prinses, tweede vrouw van Karel Martel;
- Gisela en Rotrude, respectievelijk zuster en dochter van Karel de Grote;
- Rothilde van Neustrie (871-928), dochter van Karel de Kale
- Renée, dochter van Karel van Bourbon-Vendôme;
- Marie Henriette, onwettige dochter van Koning Hendrik IV van Frankrijk;
- Marie, dochter van Claude II van Aumale;
- Louise Adélaïde van Orléans, dochter van Filips van Orléans (1674-1723).

De heilige Mildrith heeft mogelijk haar opleiding in Chelles genoten.

## Voetnoten
1. ↑  (fr) Les odonymes féminins dans les rues de Chelles - Allée Gisèle. Patrimoine et archives de Chelles. Geraadpleegd op 15 mei 2024.
2. ↑  De gekleurde geïllustreerde gravure, oorspronkelijk uit Charles de Linas Orfèvrerie merovingienne: Les Oeuvres de Saint Eloi et la verroterie Cloisonne(Parijs, 1864), is de enige bekende afbeelding van de miskelk.